# 데스노트: L 새로운 시작
《데스노트: L 새로운 시작》(영어: L: Change the WorLd)은 일본의 만화 《데스노트》를 원작으로 재구성한 작품으로, 기존의 "데스노트"라는 소재만 같을 뿐 원작과 애니메이션 그리고 전 극장판 《데스노트》, 《데스노트: 라스트 네임》과는 완전히 다른 영화이다. 내용은 L이 데스노트에 자신의 이름을 쓰는 시점과 원작의 니아와 어떻게 만나고 헤어졌는지를 다루었다. 일본에서는 2008년 2월 8일에, 대한민국에서는 같은 해 2월 21일에 개봉하였다.

## 주제가
- I'll Be Waiting / 레니 크라비츠

## 같이 보기
- 데스노트: 원작 만화
- 데스노트 (영화): 영화 시리즈 (데스노트, 라스트 네임, 더 뉴 월드)